# Hevosjärvi, Finland
Hevosjärvi samiska: Hehpošjavri eller Hiävušjävri, är en sjö i Finland. Den ligger i kommunen Enare i landskapet Lappland, i den norra delen av landet, 1 000 km norr om huvudstaden Helsingfors. Hevosjärvi ligger 258,3 meter över havet. Omgivningarna runt Hevosjärvi är i huvudsak ett öppet busklandskap. Arean är 46,5 hektar och strandlinjen är 3,63 kilometer lång. Sjön  ingår i Pasvik älvs huvudavrinningsområde. 